# Syzygium mirabile
Syzygium mirabile là một loài thực vật có hoa trong Họ Đào kim nương. Loài này được (Merr.) Merr. miêu tả khoa học đầu tiên năm 1951.